# Joe Pack
Joe Pack (ur. 10 kwietnia 1978 w Eugene) – amerykański narciarz, specjalista narciarstwa dowolnego. Zdobył srebrny medal w skokach akrobatycznych na igrzyskach olimpijskich w Salt Lake City. Zdobył także brązowe medale w skokach akrobatycznych podczas mistrzostw świata w Meiringen oraz mistrzostw świata w Whistler. Najlepsze wyniki w Pucharze Świata osiągnął w sezonie 2000/2001, kiedy to zajął 3. miejsce w klasyfikacji generalnej, a w klasyfikacji skoków akrobatycznych był drugi.
W 2006 r. zakończył karierę.

## Osiągnięcia

### Igrzyska olimpijskie
| Miejsce | Dzień     | Rok  | Miejscowość    | Konkurencja        | Zwycięzca    |
| ------- | --------- | ---- | -------------- | ------------------ | ------------ |
| 2.      | 19 lutego | 2002 | Salt Lake City | Skoki akrobatyczne | Aleš Valenta |
| 15.     | 23 lutego | 2006 | Turyn          | Skoki akrobatyczne | Han Xiaopeng |

### Mistrzostwa świata
| Miejsce | Dzień       | Rok  | Miejscowość | Konkurencja        | Zwycięzca        |
| ------- | ----------- | ---- | ----------- | ------------------ | ---------------- |
| 7.      | 9 lutego    | 1997 | Iizuna      | Skoki akrobatyczne | Nicolas Fontaine |
| 3.      | 13 lutego   | 1999 | Meiringen   | Skoki akrobatyczne | Eric Bergoust    |
| 3.      | 20 stycznia | 2001 | Whistler    | Skoki akrobatyczne | Alaksiej Hryszyn |
| 15.     | 1 lutego    | 2003 | Deer Valley | Skoki akrobatyczne | Dmitrij Archipow |
| 14.     | 18 marca    | 2005 | Ruka        | Skoki akrobatyczne | Steve Omischl    |

#### Miejsca w klasyfikacji generalnej
- sezon 1994/1995: 110.
- sezon 1995/1996: 101.
- sezon 1996/1997: 34.
- sezon 1998/1999: 11.
- sezon 1999/2000: 4.
- sezon 2000/2001: 3.
- sezon 2001/2002: 25.
- sezon 2002/2003: 11.
- sezon 2003/2004: 25.
- sezon 2004/2005: 21.
- sezon 2005/2006: 34.

#### Miejsca na podium
1. Breckenridge – 25 stycznia 1997 (Skoki akrobatyczne) – 1. miejsce
2. Heavenly Valley – 24 stycznia 1999 (Skoki akrobatyczne) – 2. miejsce
3. Deer Valley – 9 stycznia 2000 (Skoki akrobatyczne) – 1. miejsce
4. Piancavallo – 26 lutego 2000 (Skoki akrobatyczne) – 3. miejsce
5. Livigno – 17 marca 2000 (Skoki akrobatyczne) – 2. miejsce
6. Whistler Blackcomb – 2 grudnia 2000 (Skoki akrobatyczne) – 1. miejsce
7. Deer Valley – 6 stycznia 2001 (Skoki akrobatyczne) – 3. miejsce
8. Sunday River – 27 stycznia 2001 (Skoki akrobatyczne) – 2. miejsce
9. Mount Buller – 8 września 2002 (Skoki akrobatyczne) – 3. miejsce
10. Špindlerův Mlýn – 2 marca 2003 (Skoki akrobatyczne) – 3. miejsce
11. Harbin – 15 lutego 2004 (Skoki akrobatyczne) – 2. miejsce
12. Špindlerův Mlýn – 28 lutego 2004 (Skoki akrobatyczne) – 3. miejsce
13. Mont Tremblant – 9 stycznia 2005 (Skoki akrobatyczne) – 3. miejsce
14. Deer Valley – 28 stycznia 2005 (Skoki akrobatyczne) – 2. miejsce
15. Mount Buller – 3 września 2005 (Skoki akrobatyczne) – 3. miejsce
16. Deer Valley – 13 stycznia 2006 (Skoki akrobatyczne) – 2. miejsce

- W sumie 3 zwycięstwa, 6 drugich i 7 trzecich miejsc.